# Mesophylax sardous
Mesophylax sardous är en nattsländeart som beskrevs av Moretti och Gianotti 1964. Mesophylax sardous ingår i släktet Mesophylax och familjen husmasknattsländor. Inga underarter finns listade i Catalogue of Life.